# 波特縣 (德克薩斯州)
波特县（英語：Potter County）是位於美国德克萨斯州北部狹地的一個縣，面積3,536平方公里。根據2020年美國人口普查，共有人口11萬8,525人。縣治阿馬里洛（Amarillo）。該縣成立於1876年8月21日，縣政府成立於1887年9月6日，縣名紀念《德克薩斯獨立宣言》的簽署人之一羅伯特·波特（Robert Potter）命名。